# 普斯洛夫斯基宫

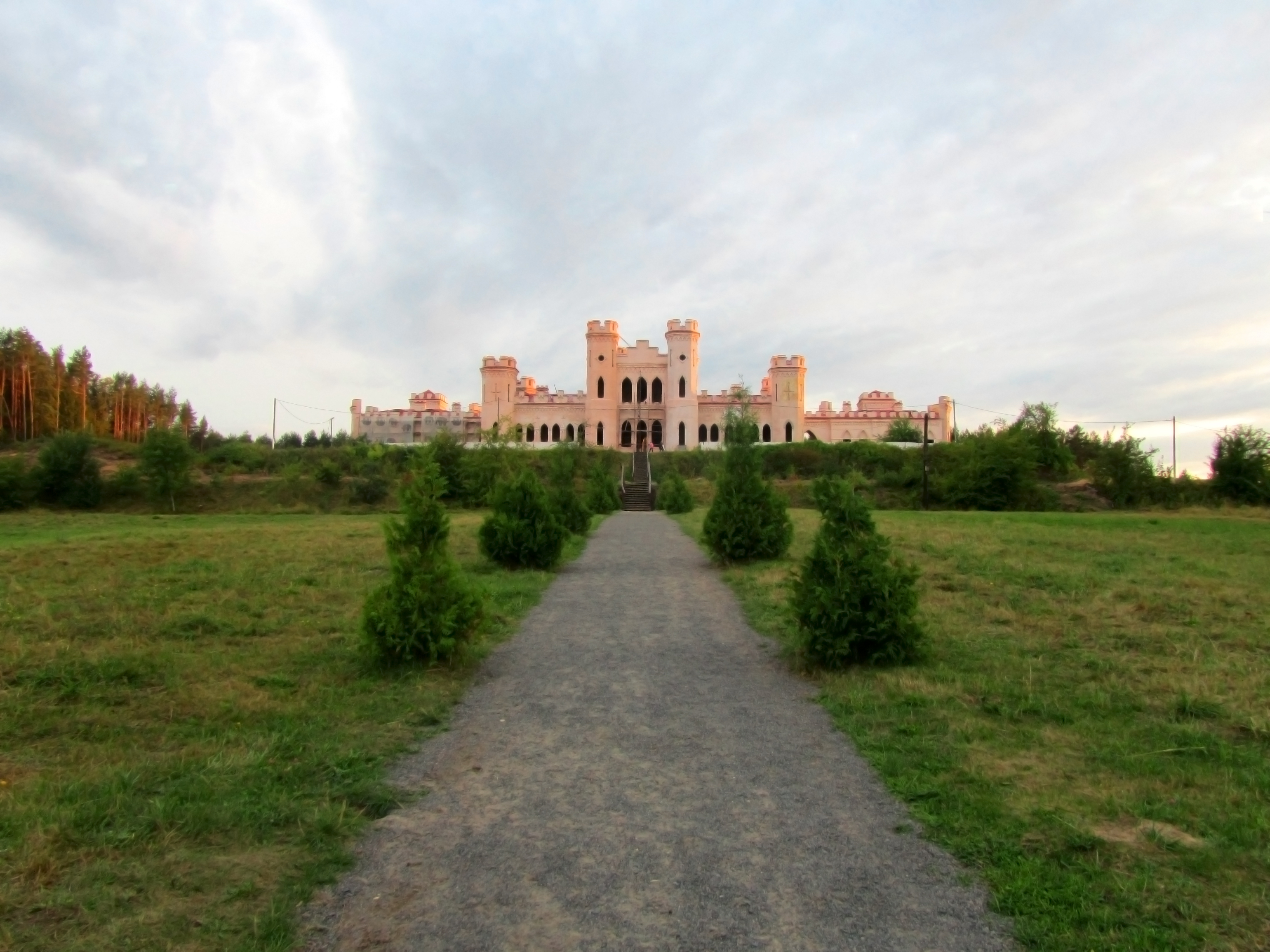
科萨瓦堡

普斯洛夫斯基宫（俄语：Дворец Пусловских）又名科萨瓦堡（俄语：Коссовский замок），是一座位于白俄罗斯布列斯特州伊瓦采维奇基区科萨瓦的哥特复兴式建筑风格的城堡式宫殿废墟。

## 历史

### 近代
该庄园于1821年由沃伊切赫·普斯洛夫斯基伯爵购买。 沃伊切赫·普斯洛夫斯基去世后，遗产由他的儿子万达林·普斯洛夫斯基继承。
白俄罗斯和波兰最著名、最受人敬仰的民族英雄之一塔德乌什·柯希丘什科便出生于该庄园的一座别墅内。
城堡的建筑师是华沙人弗朗西斯泽克·雅兹佐德（Franciszek Jaszczołd）。 该宫殿由瓦迪斯瓦夫·马可尼于19世纪末重建。1863年波兰一月起义失败后，所有权转移到特鲁别茨科伊家族和其他俄罗斯贵族手中。
第一次世界大战期间，这里遭到严重破坏。第二次世界大战期间的1944年，当地游击队放了一场大火，烧毁了所有其他房屋和装饰饰面。地基受损，部分墙壁倒塌，屋顶消失，彩色玻璃窗仅部分幸存。放火的原因是游击队认为它可以被纳粹用作医院，尽管当时入侵者已经离开了科萨瓦。这里的房子和宫殿也一并被烧毁。苏联时期的战争结束后，宫殿及其附属的所有土地都成为了国家森林基金的财产，其结果是所有有价值的树种都被毁坏了。梯田上种植了松树，多年来遮盖了建筑物。目前，宫殿正在陆续进行修复工作。

### 当代
尽管遭到了破坏，这座宫殿仍然令人印象深刻并吸引人们的注意。自2008年以来，修复者一直在其中工作。
在修复的头三年中，使用了超过110亿卢布，从住宅中清除了约3000立方米的垃圾。专家们对地基进行了防水处理，并建造了工程基础设施——安装了水电，恢复并重做了污水系统。建筑物的内墙得到修复，窗户和外立面的粉刷工作也开始进行。
修复者承诺修复花园和色彩室。城堡还将有几个酒店房间、一个登记处和一个正常运作的餐厅。
五个观礼厅向游客开放；自2017年秋季以来，他们一直在举办临时博物馆展览。 最昂贵和最困难的执行技术是制造带有镀金的大型镶板门和带有彩色玻璃窗的木窗。
2019年，修复了两扇入口大门以及带有栏杆的中央主楼梯。现在可以欣赏到塔德乌什·柯斯丘什科庄园和风景如画的湖泊的壮丽景色。还引进了锅炉房，为宫殿供暖。接下来是咖啡馆（位于大楼右侧）和酒店（位于左侧），预计将于2019年底完工，它们的装修工作即将完成。
2020年，计划修复中央的白宫，绘制八幅壁画。该工程将采用19世纪的技术完成，将采用宫殿被毁之前的镶木地板和吊灯。两个炉灶和一个法式壁炉将被修复为室内的主要元素之一。
如果一切按计划进行，一年之内，即2020年底，该项目设想的所有工作都将完成。至此，历时12年的普斯洛夫斯基家族的科萨瓦宫修复工作即将完成。
修复工作完成后，该物体将移交给布列斯特地区执行委员会文化部，并获得宫殿和公园群的地位。
预计修复工作完成后，将有可能在这里举办重大活动，包括国际性的文化和科学会议、商务人士会议等。

## 传说
与许多其他宫殿和城堡一样，科萨瓦宫也有着自己的传说。例如，当地居民说，为了保护城堡，城堡的主人饲养了一只狮子，晚上将其放出来，在走廊上徘徊。
还有一个传说，有一条地下通道，通过该通道在一小时内可以到达距离科萨瓦20公里的鲁扎内的另一处鲁扎内宫。同时，通道非常宽阔，可以乘坐三匹马拉的马车。
音乐传说中说，如果有人站在二楼窗下拍手，宫殿拱门的东侧就会发出优美的声音。

## 邮票
2012年，宫殿的图像被用在了白俄罗斯的邮票上。

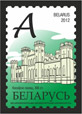
带有该宫殿图案的白俄罗斯邮票